# Olaf Wieghorst
Olaf Wieghorst (30. april 1899, Viborg – 27. april 1988, Californien, USA) var en dansk maler, der emigrerede til USA i 1918. Han er kendt for sine malerier af Det Vilde Vesten i USA.

## Eksterne links
- Olaf Wieghorst Museum and Western Heritage Center;
- National Museum of Wildlife Art – Jackson Hole, Wyoming Arkiveret 15. oktober 2013 hos  Wayback Machine
- Olaf Wieghorst på Kunstindeks Danmark/Weilbachs Kunstnerleksikon